# Реполка (приток Лемовжи)
Реполка — река в России, протекает по Волосовскому району Ленинградской области.
Исток — болото Гладкий Мох северо-восточнее деревни Реполка. Течёт на юго-запад, принимает левый приток — ручей Чёрный.
Протекает через Реполку, после чего поворачивает на запад. Устье реки находится в 40 км по левому берегу реки Лемовжа, у деревни Сосницы. Длина реки составляет 15 км.

## Данные водного реестра
По данным государственного водного реестра России относится к Балтийскому бассейновому округу, водохозяйственный участок реки — Луга от водомерного поста Толмачёво до устья. Относится к речному бассейну реки Нарва (российская часть бассейна).
Код объекта в государственном водном реестре — 01030000612102000026206.